# 钾砷铀云母
钾砷铀云母（英语：Abernathyite）是一种矿物，化学式为K(UO2)(AsO4)·3H2O。这种矿物以杰西·埃夫雷特·阿伯内西（Jesse Evrett Abernathy，1913-1963年）的名字命名，他于1953年在美国犹他州首次发现这种矿物。在1956年，它被描述为一种新矿物。钾砷铀云母呈黄色，呈小晶体形式。

## 描述
钾砷铀云母是一种透明的黄色矿物，以最大3毫米的板状晶体形式出现。该矿物在{001}上有一个完美的解理。钾砷铀云母在长波和短波紫外线下发出黄绿色荧光。该矿物含有铀，使其具有放射性。

## 出现与形成
钾砷铀云母作为含铀矿床的沥青砂岩裂缝上的涂层形成。该矿物与钡砷铀云母、臭葱石和铜砷铀云母共生。钾砷铀云母产于法国、德国、波兰、南非和美国。

## 结构和化学式
1956年首次描述时，其化学式被确定为K(UO2)(AsO4)·4H2O。然而，只有约25毫克的矿物质可用于分析，因此通过进行重复分析并使用人工混合物采取了许多预防措施。在1964年，对该矿物的进一步研究发现电子密度减法图与钾砷铀云母含有钾的化学证据之间存在不一致。这导致作者将化学式修改为K(UO2)(AsO4)·3H2O。
钾砷铀云母石在四方晶系中结晶。

## 历史
杰西·阿伯内西是犹他州埃默里县Fuemrol矿的经营者。1953年夏天，他注意到矿场砂岩上覆盖着黄色晶体，他认为这可能具有矿物学意义。这些标本被送往科罗拉多州大章克申，由美国原子能委员会（AEC）矿物学家E·B·格罗斯进行研究。他无法将这种矿物的光学特性与任何已知物种相匹配，因此他将样本送往华盛顿特区，那里有足够的设施可供进一步研究。美国地质调查局的矿物学家A·D·威克斯和M·E·汤姆森代表AEC原材料部门研究了这种矿物。
1956年，《美国矿物学家》杂志对钾砷铀云母进行了描述。该矿物被命名为Abernathyite，以纪念发现者杰西·阿伯内西（Jess Abernathy）。模式标本保存在华盛顿特区的国家自然历史博物馆。